# Лудвиг Авустинсон
Лудвиг Авустинсон (швед. Ludwig Augustinsson, 21. април 1994) шведски је фудбалер који тренутно игра за Севиљу.

## Каријера
Поникао је у млађим категоријама Бромапојкарне. Дана 20. августа 2011. године, дебитовао је у првом тиму на мечу против Естера. 8. априла 2012. године у дуелу против Ландскруне постигао је свој први гол за клуб.
Почетком 2013, Авустинсон је прешао у Гетеборг. Износ трансфера био је 350 хиљада евра. На почетку сезоне, претрпео је повреду колена. Исте године освојио је Куп Шведске.
Почетком 2015. године преселио се у дански Копенхаген. 22. фебруара дебитовао је у данској Супер лиги у мечу против Вестисхеланда. У истом мечу, Лудвиг је постигао свој први гол за нови клуб. Исте године је са екипом освојио Куп Данске.
У лето 2017. Авустинсон је прешао у немачки Вердер из Бремена. У мечу против Хофенхајма дебитовао је у Бундеслиги. У дуелу против Волфсбурга 11. фебруара 2018, постигао је први гол за Вердер.

## Репрезентација
За репрезентацију Шведске дебитовао је 15. јануара 2015. године у пријатељском мечу против репрезентације Обале Слоноваче.
На Светском првенству 2018. године, Авустинсон је постигао гол на утакмици трећег кола против Мексика, Шведска је победила са 3:0 и изборила пласман у осмину финала. Био је то његов први погодак у дресу репрезентације.

## Трофеји

### Гетеборг
- Куп Шведске : 2012/13.

### Копенхаген
- Суперлига Данске : 2015/16, 2016/17.
- Куп Данске : 2014/15, 2015/16, 2016/17.

## Голови за репрезентацију
Ажурирано дана 27. јуна 2018.
| # | Датум         | Место         | Противник | Гол | Резултат | Такмичење               |
| - | ------------- | ------------- | --------- | --- | -------- | ----------------------- |
| 1 | 27. јун 2018. | Јекатеринбург | Мексико   | 1:0 | 3:0      | Светско првенство 2018. |